# Obwód permski
Obwód permski (ros. Пермская область) – do 1 grudnia 2005 jednostka administracyjna Federacji Rosyjskiej. Stolicą obwodu jest Perm.

## Historia
Obwód utworzono 3 października 1938. W latach 1940–1957 nosił nazwę obwód mołotowski, a Perm nazwę Mołotow od nazwiska działacza bolszewickiego Wiaczesława Mołotowa.
W wyniku referendum przeprowadzonego w październiku 2004, 1 grudnia 2005 obwód permski został połączony z Komi-Permiackim Okręgiem Autonomicznym tworząc Kraj Permski.

## Tablice rejestracyjne
Tablice pojazdów zarejestrowanych w obwodzie permskim mają oznaczenie 59 w prawym górnym rogu nad flagą Rosji i literami RUS.